# Battaglia di Fuentes de Oñoro
La battaglia di Fuentes de Oñoro venne combattuta tra il 3 e il 5 maggio 1811 nei pressi del villaggio di Fuentes de Oñoro, vicino al confine tra Spagna e Portogallo, tra l'armata anglo-portoghese del generale Arthur Wellesley, I duca di Wellington, e l'esercito francese comandato dal maresciallo Andrea Massena; la battaglia, parte della guerra d'indipendenza spagnola, si concluse con una vittoria dell'armata anglo-portoghese.

## Antefatti
All'inizio del 1810, la situazione in Spagna sembrava volgere a favore dei francesi: con la vittoriosa conclusione della guerra della quinta coalizione, un gran numero di rinforzi francesi era affluito nella penisola, e le forze spagnole erano incappate in una serie di pesanti sconfitte. Dopo la vittoria riportata nella battaglia di Talavera il 28 luglio 1809, per diversi mesi l'armata anglo-portoghese del neo-nominato duca di Wellington non era più stata impegnata in scontri di vaste proporzioni: Wellington aveva trascorso diverso tempo ad addestrare e riorganizzare le sue truppe, troppo esigue per insidiare da sole il controllo francese sulla penisola; grossi sforzi erano stati dedicati alla riorganizzazione e al rafforzamento dell'esercito portoghese, ora sotto la guida del generale britannico William Beresford.
I combattimenti ripresero sul finire dell'agosto del 1810, quando una nuova "Armata del Portogallo" francese, comandata dal maresciallo Massena, invase per la terza volta la piccola nazione; Wellington si ritirò progressivamente dal confine verso la zona di Lisbona, non prima però di aver inflitto una sconfitta ai francesi nella battaglia del Buçaco il 27 settembre 1810. Il 10 ottobre, con le truppe di Wellington ormai al sicuro dentro Lisbona, le truppe francesi s'imbatterono nelle linee di Torres Vedras, un complesso e intricato sistema di fortificazioni che sbarrava completamente l'accesso alla penisola su cui sorgeva la capitale portoghese. Per un mese i due eserciti rimasero a fronteggiarsi sulle rispettive posizioni, mentre Massena cercava inutilmente un varco nelle linee: durante la ritirata i britannici avevano provveduto a fare terra bruciata delle zone abbandonate al nemico, e i francesi si ritrovarono così ben presto a corto di viveri, mentre le truppe di Wellington erano costantemente rifornite via mare dai vascelli della Royal Navy. Con la sua armata ridotta alla fame e perseguitata dai guerriglieri spagnoli e portoghesi, ai primi di marzo del 1811 a Massena non restò altro da fare che ordinare la ritirata verso il confine spagnolo, incalzato dall'armata di Wellington.
Scacciati per la terza volta i francesi dal Portogallo, sul finire del marzo del 1811 Wellington era ora libero di riportare la guerra sul suolo spagnolo. Due erano le vie che conducevano alla Spagna centrale dalla zona di Lisbona: la prima, a nord del fiume Tago, transitava davanti alle fortezze di Ciudad Rodrigo (sul lato spagnolo del confine) e di Almeida (sul lato portoghese); la seconda, a sud del fiume, passava invece attraverso la città fortificata spagnola di Badajoz e la fortezza portoghese di Elvas. All'infuori di Elvas, tutte queste località erano sotto il controllo dei francesi, i quali disponevano in zona anche di due armate campali: l'"Armata del Sud" del maresciallo Nicolas Jean-de-Dieu Soult, schierata nella zona di Siviglia, e l'"Armata del Portogallo" di Massena, in via di riorganizzazione nei pressi di Ciudad Rodrigo. Wellington fu così costretto a dividere le sue scarse forze: un contingente al comando del generale Beresford venne inviato ad assediare Badajoz, mentre una seconda forza britannica sotto il generale William Erskine poneva il blocco ad Almeida; Wellington stesso, con il grosso dell'armata, si dispiegò su una posizione difensiva a una decina di chilometri a est di Almeida, pronto a muovere in appoggio agli altri due contingenti in caso di attacco dei francesi.
La pessima prova fornita dal generale in Portogallo aveva convinto Napoleone a sostituire Massena con il maresciallo Auguste Marmont; fino all'arrivo di questi, tuttavia, Massena venne lasciato al comando, e anzi l'imperatore gli affidò il compito di liberare la guarnigione di Almeida, ultimo contingente francese rimasto in Portogallo. Sperando che questa fosse l'occasione giusta per restaurare la sua reputazione rovinata, il 2 maggio Massena condusse le sue truppe fuori da Ciudad Rodrigo verso le posizioni occupate da Wellington, che stava tra lui e Almeida.

## La battaglia

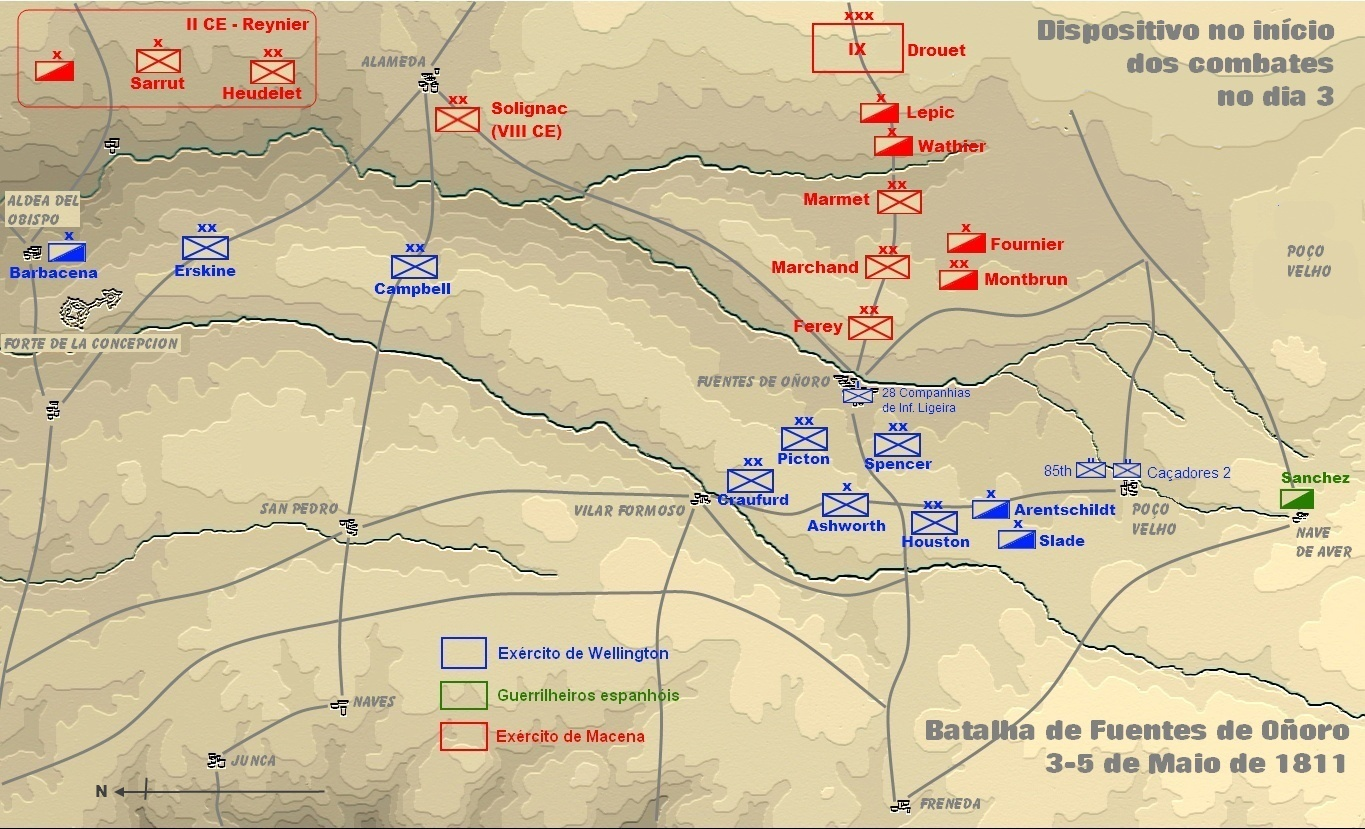
Posizione delle rispettive forze all'inizio della battaglia il 3 maggio; in blu le unità britanniche, in verde quelle spagnole, in rosso quelle francesi

Wellington occupava una linea nord - sud posta in mezzo ai fiumi Dos Casas e Torones, in quel momento quasi asciutti; la linea, lunga 12 km, copriva tutti gli accessi ad Almeida dal territorio spagnolo, ma risultava molto estesa per la piccola armata anglo-portoghese. Nel primo pomeriggio del 3 maggio, l'avanguardia dell'armata di Massena attraversò il letto asciutto del Dos Casas e assaltò il villaggio di Fuentes de Oñoro, posto sul limite destro della linea britannica; la guarnigione anglo-portoghese del villaggio, 1 800 soldati scelti sotto il comando del colonnello Williams, resistette disperatamente agli assalti dei francesi, numericamente preponderanti. Nel tardo pomeriggio, quando ormai pareva che il villaggio stesse per cadere in mani nemiche, Wellington lanciò all'assalto tre battaglioni della 1ª Divisione, che ributtarono indietro i francesi riconquistando tutto il terreno perduto.
Il giorno successivo, 4 maggio, venne speso da entrambe le parti per riorganizzarsi e prepararsi alla ripresa delle ostilità. Massena inviò pattuglie di cavalleria a esplorare la linea alleata alla ricerca di punti deboli; le posizioni tenute dai britannici, rinforzate con trincee e fortificazioni, apparivano troppo salde per essere assaltate direttamente, ma la ricognizione confermò che la linea alleata finiva a Fuentes de Oñoro, con solo uno schermo di cavalleria poco più a sud. Massena progettò quindi di inviare tre divisioni di fanteria e i dragoni del generale Montbrun (in tutto 20 000 uomini, in gran parte truppe fresche) ad aggirare lo schieramento britannico, mentre altre truppe dovevano riprendere gli attacchi contro lo stesso Fuentes de Oñoro; più a nord, il generale Reynier ricevette il compito di condurre delle finte contro il resto della linea alleata per distogliere l'attenzione dei britannici dal sud. Informato dei movimenti dei francesi dalle sue spie spagnole, Wellington decise di rafforzare il suo fianco meridionale inviandovi parte delle sue riserve, i 4 500 fanti della 7ª Divisione del generale William Houston appoggiati da quattro reggimenti di cavalleria e dai guerriglieri spagnoli del capobanda Don Juan Sánchez; in questo modo, facendo perno sul villaggio di Pozo Bello, riuscì ad allungare la sua linea di altri 5 km, anche se la posizione non era molto salda.

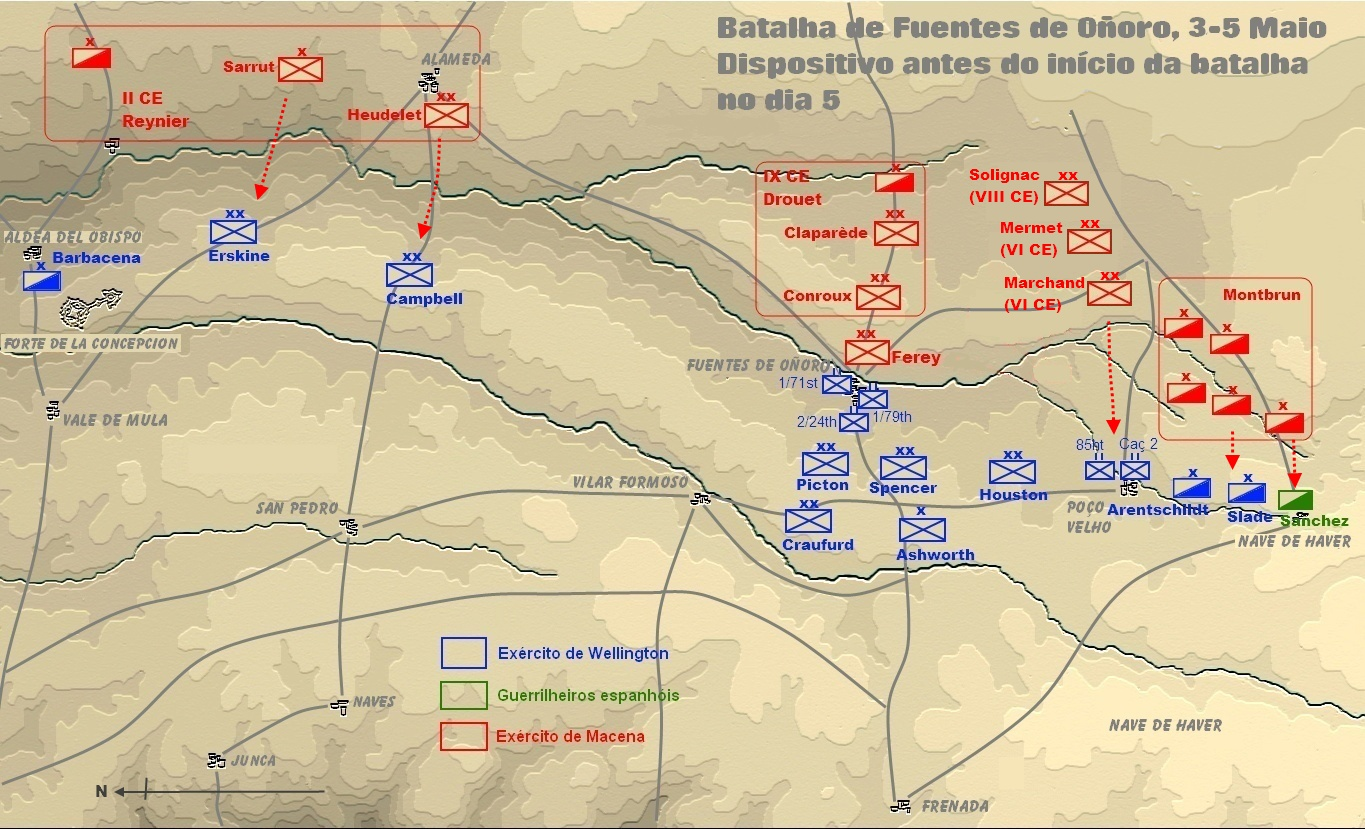
Posizione delle rispettive forze la mattina del 5 maggio; in blu le unità britanniche, in verde quelle spagnole, in rosso quelle francesi

L'azione riprese la mattina del 5 maggio: protette dalla nebbia, le truppe francesi si avventarono sulle posizioni della 7ª Divisione, ributtandola indietro con il puro peso dei numeri; l'azione francese si concentrò sul villaggio di Pozo Bello, dove i dragoni di Montbrun inflissero dure perdite ai difensori alleati, l'85º Reggimento fanteria britannico e il 2º Caçadores (Cacciatori) portoghese. Resosi conto che il suo fianco destro era eccessivamente allungato, Wellington ordinò alla 7ª Divisione di ripiegare su posizioni più difendibili; per proteggere il ripiegamento degli uomini di Houston, Wellington gettò nella mischia le ultime riserve: la Divisione Leggera del generale Robert Craufurd, la cavalleria della King's German Legion e una batteria di artiglieria a cavallo. Questa combinazione di forze si rivelò efficace: la fanteria britannica, schierata in quadrato, respinse gli assalti del nemico, mentre la cavalleria alleata caricò ripetutamente le truppe francesi avanzanti, impedendo loro di portare avanti l'artiglieria; un tentativo dei dragoni di Montbrun di prendere sul fianco i britannici venne decisamente respinto dal fuoco degli Chasseurs Britanniques.
La nuova linea assunta ora dai britannici era più corta e più salda: lo schieramento somigliava a una L rovesciata, con Fuentes de Oñoro a fare da vertice e il grosso delle forze di Wellington schierate dietro o nei pressi di esso; Massena intuì che il villaggio era divenuto il punto focale dello schieramento nemico, e vi inviò contro il grosso delle sue forze. Un primo assalto francese incontrò la feroce resistenza della guarnigione trincerata nel villaggio, il 24º fanteria britannico, il 71º fanteria leggera Highland e il 79º Higlanders, e dopo un iniziale successo venne respinto con gravi perdite; l'artiglieria francese venne fatta avanzare per bombardare il villaggio, ma gli alleati, che disponevano di più cannoni, risposero con un efficace tiro di controbatteria che ostacolò notevolmente l'attività degli artiglieri nemici. Un secondo assalto francese, condotto dalle unità di granatieri dell'armata di Massena, portò a nuovi disperati scontri tra le vie del villaggio, e venne respinto solo all'ultimo momento dall'intervento della 3ª Divisione britannica del generale Thomas Picton e del 6º Reggimento Caçadores. Con il morale a terra, i francesi tentarono un terzo assalto, solo per venire ributtati indietro da una carica alla baionetta degli uomini di Picton.
Per i successivi tre giorni i due eserciti rimasero a confrontarsi sulle rispettive posizioni, troppo spossati per riprendere lo scontro; infine Massena, gravemente a corto di munizioni, diede ordine alla sua armata di ripiegare su Ciudad Rodrigo, lasciando Wellington padrone del campo.

## Conseguenze
Wellington aveva inflitto una nuova sconfitta all'Armata del Portogallo francese, causandole numerose perdite (le stime variano da un minimo di 2 200 a un massimo di 3 500 uomini persi) al prezzo di circa 1 500 tra morti, feriti e prigionieri; tuttavia, lo stesso Wellington fu molto severo con il suo operato durante lo scontro, criticandosi per aver esteso troppo la sua linea e per aver esposto all'annientamento le truppe della 7ª Divisione. I guadagni ottenuti dal successo su Massena andarono tuttavia in parte sprecati nei giorni successivi: nella notte tra il 10 e l'11 maggio il generale Brennier, comandante della fortezza di Almeida, fece saltare in aria le fortificazioni e, filtrando tra le larghe maglie della forza di blocco alleata, riuscì a fuggire in territorio amico con gran parte della guarnigione francese. Più a sud, Beresford dovette levare l'assedio di Badajoz per affrontare l'armata di Soult, giunta in soccorso della città; le due armate si affrontarono il 16 maggio nella battaglia di Albuera, probabilmente il più sanguinoso scontro di tutta la campagna iberica: nonostante avesse ottenuto una vittoria, le polemiche per le troppe perdite subite spinsero Wellington a rimuovere Beresford dagli incarichi operativi, destinandolo unicamente alla riorganizzazione delle forze portoghesi.
I due successi di Fuentes de Oñoro e Albuera, per quanto sofferti, consentirono alle forze alleate di mantenere l'iniziativa sui francesi, e Wellington poté così spendere il tempo guadagnato impegnandosi nei sanguinosi assedi di Ciudad Rodrigo (7 - 20 gennaio 1812) e di Badajoz (16 marzo - 6 aprile 1812).